# Louis Pierre Martin Norblin
Louis Pierre Martin Norblin (ur. 2 grudnia 1781 w Warszawie, zm. 14 lipca 1854 w Commentry w departamencie Marna) – francuski wiolonczelista.
Syn malarza Jana Piotra Norblina. Dzieciństwo spędził w Polsce. W 1798 roku wyjechał do Paryża, gdzie podjął studia w École des beaux-arts. Po pewnym czasie przeniósł się do Konserwatorium Paryskiego, gdzie jego nauczycielami byli Charles Baudiot i Pierre-François Levasseur. Studia ukończył w 1803 roku z I nagrodą. Od 1809 roku pracował w Théâtre-Italien, w latach 1811–1841 był natomiast pierwszym wiolonczelistą Opéra de Paris. Od 1826 do 1846 roku wykładał w Konserwatorium Paryskim. Był członkiem kwartetu Pierre’a Baillota. Grał też jako pierwszy wiolonczelista w kapeli nadwornej króla Ludwika Filipa I. W 1828 roku wspólnie z François-Antoine’em Habeneckiem założył Société des concerts du Conservatoire. W 1846 roku przeszedł na emeryturę i zamieszkał w swojej posiadłości na wsi.
Pasjonował się numizmatyką, pozostawiając po sobie kolekcję cennych monet. Do jego uczniów należeli Auguste Franchomme i Jacques Offenbach.